# Rutenzug

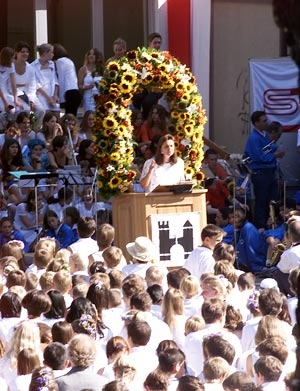
Morgenfeier auf dem Freudenstein-Platz. Hier Rednerin Ursula Renold

Der Rutenzug ist eines von vier traditionellen aargauischen Jugendfesten. Er ist das wichtigste lokale Fest der Region Brugg und wird nur in Brugg in dieser Art durchgeführt. Der Rutenzug findet am Donnerstag vor dem 1. Freitag im Juli statt. Dieses Jugendfest ist der Höhepunkt der Büscheliwoche, während der die gesamte Volksschule mit dem Herstellen von Dekorationsmaterial wie Girlanden aus Buchs- und Tannenästen für die Ausschmückung der Umzugsroute in der Altstadt beschäftigt ist. Der Rutenzug findet jeweils am ersten Donnerstag im Juli statt. Nach dem Umzug folgt eine Morgenfeier auf dem Schulhausplatz. Am Nachmittag stehen für die Schüler Spiele auf dem Programm und am Abend bildet ein Feuerwerk den Abschluss.
Der Rutenzug ist seit dem 16. Jahrhundert nachweisbar. Seinen Ursprung hat das Fest in einem weit verbreiteten Brauch, dem Schneiden neuer Ruten für die schulpflichtige Jugend; die Ruten dienten früher als Züchtigungsmittel für ungehorsame Schüler. Eine andere, allerdings unwahrscheinliche Version führt den Rutenzug auf eine Wiederaufforstung durch die Jugend mittels Haselstecklingen nach den Schäden der Brugger Mordnacht im 15. Jahrhundert zurück. Viele Elemente des Festes sind von alters her überliefert.
Andere aargauische Jugendfeste finden in Aarau (Maienzug), in Zofingen (Kinderfest) und in Lenzburg (Jugendfest) statt.